# Lista de pinturas do Museu Nacional Frei Manuel do Cenáculo

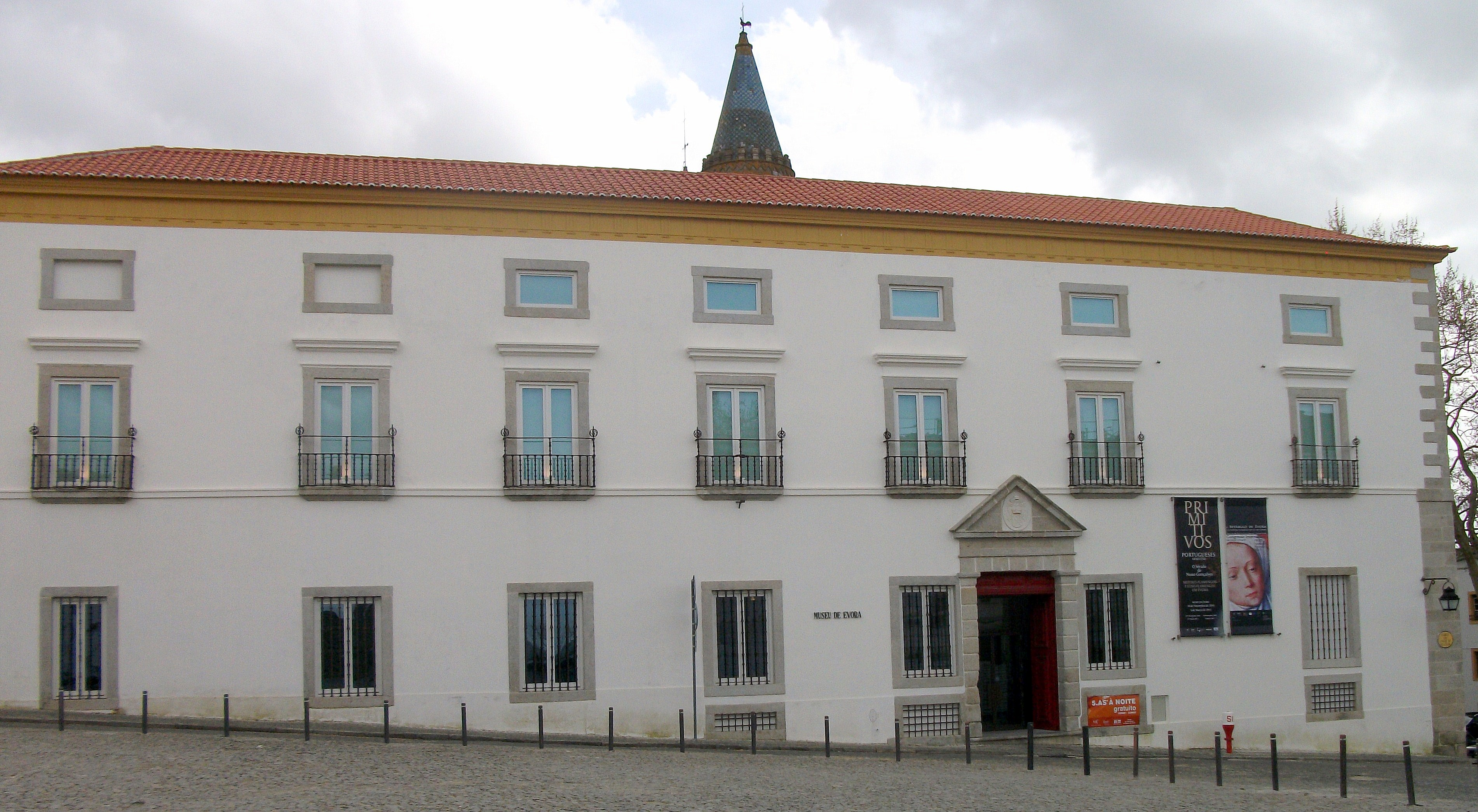
Museu Nacional Frei Manuel do Cenáculo

Esta lista de pinturas do Museu Nacional Frei Manuel do Cenáculo é uma lista não exaustiva de 
pinturas existentes no Museu Nacional Frei Manuel do Cenáculo, em Évora, não contendo assim todas as pinturas que fazem parte do acervo do MNFMC, mas tão só das que se encontram registadas na Wikidata.
Do vasto espólio do Museu Nacional Frei Manuel do Cenáculo destaca-se a coleção de pintura, com obras desde  o século XV ao XX, notando-se a predominância de autores portugueses e de pinturas pertencentes às Igrejas e Conventos extintos da cidade de Évora. Neste aspecto, merecem destaque os retábulos flamengos do Altar-mor da Sé de Évora e da Capela do Esporão, o Tríptico do Convento de Valverde, de Gregório Lopes, bem como as obras de Frei Carlos do Convento do Espinheiro e de Francisco Henriques do Convento de São Francisco de Évora. Na coleção de pintura estrangeira, que pertenceu em grande parte a Frei Manuel do Cenáculo, destacam-se obras da escolas Holandesa e Italiana.
Na segunda coluna desta lista, a designação em itálico significa que não existe artigo na Wikipédia sobre essa pintura, existindo apenas a ficha (elemento/item/objecto) Wikidata.
A lista está ordenada pela data de criação de cada pintura.
| Imagem | Título                                                                   | Criador                         | Data de Criação | Parte de                          | Descrito em |
| ------ | ------------------------------------------------------------------------ | ------------------------------- | --------------- | --------------------------------- | ----------- |
|        | A Virgem e o Menino entre São Bartolomeu e Santo Antão, sob a Anunciação | Álvaro Pires de Évora           | 1410            |                                   |             |
|        | Políptico da Sé de Évora                                                 | No/unknown value                | 1495            |                                   |             |
|        | Apresentação da Virgem no Templo                                         | No/unknown value                | 1495            | Políptico da Sé de Évora          |             |
|        | Casamento da Virgem                                                      | No/unknown value                | 1495            | Políptico da Sé de Évora          |             |
|        | Encontro na Porta Dourada                                                | No/unknown value                | 1495            | Políptico da Sé de Évora          |             |
|        | Nascimento da Virgem                                                     | No/unknown value                | 1495            | Políptico da Sé de Évora          |             |
|        | São Cosme, São Tomé e São Damião                                         | Francisco Henriques             | década de 1500  |                                   |             |
|        | O Profeta Daniel e a Casta Susana                                        | Francisco Henriques             | década de 1500  |                                   |             |
|        | Visitação                                                                | Gregório Lopes                  | década de 1520  |                                   |             |
|        | Visitação                                                                | Gregório Lopes No/unknown value | década de 1520  |                                   |             |
|        | Retábulo da Capela do Esporão                                            | No/unknown value                | 1530            |                                   |             |
|        | A Última Ceia                                                            | No/unknown value                | 1530            | Retábulo da Capela do Esporão     |             |
|        | Prisão de Cristo                                                         | No/unknown value                | 1530            | Retábulo da Capela do Esporão     |             |
|        | Cristo e Pilatos                                                         | No/unknown value                | 1530            | Retábulo da Capela do Esporão     |             |
|        | Descida da Cruz                                                          | No/unknown value                | 1530            | Retábulo da Capela do Esporão     |             |
|        | Ressurreição                                                             | No/unknown value                | 1530            | Retábulo da Capela do Esporão     |             |
|        | Ascenção de Cristo                                                       | No/unknown value                | 1530            | Retábulo da Capela do Esporão     |             |
|        | Tríptico do Bom Jesus de Valverde                                        | Gregório Lopes                  | 1544            |                                   |             |
|        | Calvário                                                                 | Gregório Lopes                  | 1544            | Tríptico do Bom Jesus de Valverde |             |
|        | Adoração dos Pastores                                                    | Gregório Lopes                  | 1544            | Tríptico do Bom Jesus de Valverde |             |
|        | Ressurreição                                                             | Gregório Lopes                  | 1544            | Tríptico do Bom Jesus de Valverde |             |
|        | São Jerónimo, Santo António e São Dinis                                  | Diogo de Contreiras             | 1546            |                                   |             |
|        | Nascimento de São João Baptista                                          | Diogo de Contreiras             | 1552            |                                   |             |
|        | Lamentação sobre Cristo Morto                                            | Diogo de Contreiras             | século XVI      |                                   |             |
|        | Santa Clara                                                              | Diogo de Contreiras             | século XVI      |                                   |             |
|        | São João Baptista                                                        | Diogo de Contreiras             | século XVI      |                                   |             |
|        | São Brás                                                                 | No/unknown value                | século XVI      |                                   |             |
|        | Virgem com o Menino                                                      | Vasco Pereira Lusitano          | 1600            |                                   |             |
|        | Retrato de D. Manuel de Castelo Branco                                   | No/unknown value                | 1615            |                                   |             |
|        | Paisagem de Inverno                                                      | No/unknown value                | 1620            |                                   |             |
|        | Retrato de João Lourenço Rebelo                                          | José de Avelar Rebelo           | 1630            |                                   |             |
|        | Retrato de Joana de Bragança                                             | No/unknown value                | 1640            |                                   |             |
|        | Natureza Morta com Cordeiro e Peças de Caça                              | Baltazar Gomes Figueira         | 1645            |                                   |             |
|        | Retrato de D. Luísa de Gusmão, Rainha de Portugal.                       |                                 | século XVII     |                                   |             |
|        | Retrato de D. Teodósio, Príncipe do Brasil                               |                                 | século XVII     |                                   |             |
|        | Infante D. Afonso e um pajem negro                                       | José de Avelar Rebelo           | 1653            |                                   |             |
|        | Natureza morta com bolos                                                 | Josefa de Óbidos                | década de 1660  |                                   |             |
|        | Cordeiro Pascal                                                          | Josefa de Óbidos                | século XVII     |                                   |             |
|        | Retrato Masculino                                                        | Antonio de Pereda               | 1665            |                                   |             |
|        | Ceia da Sagrada Família                                                  | Josefa de Óbidos                | 1674            |                                   |             |
|        | Retrato de Frei Joaquim de São José                                      | António Joaquim Padrão          | 1757            |                                   |             |
|        | Erupção do Vesúvio                                                       | Carlo Bonavia                   | 1758            |                                   |             |
|        | Peças de Cozinha com Gato e Galinha                                      | Morgado de Setúbal              | 1782            |                                   |             |
|        | Retrato de D. Frei Alexandre Gouveia                                     | Joaquim Manoel da Rocha         | 1782            |                                   |             |
|        | Natureza Morta com Melancia, Uvas, e Figos                               | Morgado de Setúbal              | 1785            |                                   |             |
|        | Hipócrates                                                               | Morgado de Setúbal              | 1787            |                                   |             |
|        | Perú e Galos                                                             | Morgado de Setúbal              | 1790            |                                   |             |
|        | Mulher e Perú                                                            | Morgado de Setúbal              | 1792            |                                   |             |
|        | Retrato do Marquês de Abrantes                                           | No/unknown value                | século XVIII    |                                   |             |
|        | Retrato de Frei Miguel da Anunciação                                     | António Joaquim Padrão          | século XVIII    |                                   |             |
|        | Retrato de Rapariga                                                      | Joaquim Manoel da Rocha         | século XVIII    |                                   |             |
|        | Frade Serra                                                              | Arcângelo Fuschini              | século XIX      |                                   |             |
|        | Q118495211                                                               | No/unknown value                |                 |                                   |             |

∑ 53 items.